# Паника (приток Дона)

Паника (Мшара) — река в России, протекает в Милославском районе Рязанской области. Левый приток Дона.

## География
Река Паника берёт начало у села Новоалександрово. Течёт на юго-запад. Устье реки находится около деревни Нелядино в 1774 км по левому берегу реки Дон. Длина реки составляет 49 км, площадь водосборного бассейна 299 км². 
На реке расположено село Чернава.

### Притоки (км от устья)
- 18 км: река Чернавка (лв)

## Данные водного реестра
По данным государственного водного реестра России, относится к Донскому бассейновому округу, водохозяйственный участок реки — Дон от истока до города Задонск, без рек Красивая Меча и Сосна, речной подбассейн реки — бассейны притоков Дона до впадения Хопра. Речной бассейн реки — Дон (российская часть бассейна).
По данным геоинформационной системы водохозяйственного районирования территории РФ, подготовленной Федеральным агентством водных ресурсов:
- Код водного объекта в государственном водном реестре — 05010100312107000000397
- Код по гидрологической изученности (ГИ) — 107000039
- Код бассейна — 05.01.01.003
- Номер тома по ГИ — 07
- Выпуск по ГИ — 0